# Bursellia
Bursellia is een geslacht van spinnen uit de familie hangmatspinnen (Linyphiidae).

## Soorten
De volgende soorten zijn bij het geslacht ingedeeld:
- Bursellia cameroonensis Bosmans & Jocqué, 1983
- Bursellia comata Holm, 1962
  - Bursellia comata kivuensis Holm, 1964
- Bursellia gibbicervix (Denis, 1962)
- Bursellia glabra Holm, 1962
- Bursellia holmi Bosmans, 1977
- Bursellia paghi Jocqué & Scharff, 1986
- Bursellia setifera (Denis, 1962)
- Bursellia unicornis Bosmans, 1988